# BC Partners
BC Partners est un fonds d'investissement spécialisé dans le rachat par LBO de sociétés européennes, principalement italiennes, espagnoles, allemandes et françaises. Le fonds détient des entreprises telles que Office Depot et Spotless group (marque Eau Ecarlate) et ses participations ont un montant total en capital investi de plus de 20 Md $.

## Historique
En 2003, BC Partners réalise la plus grosse opération de LBO en Europe en prenant le contrôle du groupe d'édition italien Seat Pagine Gialle.
Deux ans plus tard, c'est au tour d'Amadeus de passer dans le giron du groupe.

### En France
Les acquisitions de BC Partners en France ont débuté en 1997, avec la prise de contrôle de Neopost, Elior et Elis. En 2004, BC Partners réalise la plus grosse opération de LBO en France avec l'acquisition de Picard (revendu six ans plus tard). En 2010, le groupe se porte acquéreur de Spotless group (Eau écarlate).